# Henri Baude de La Vieuville
 (mai 2018).
Si vous disposez d'ouvrages ou d'articles de référence ou si vous connaissez des sites web de qualité traitant du thème abordé ici, merci de compléter l'article en donnant les références utiles à sa vérifiabilité et en les liant à la section « Notes et références ».
Pour les articles homonymes, voir Baude et La Vieuville (homonymie).
Henri Baude de La Vieuville, né le 26 mars 1762 à Saint-Malo, mort le 29 mars 1796 à Bazouges-la-Pérouse, est un chef chouan pendant la Révolution française.

## Biographie
Fils de Françoise Butler et d'Étienne-Auguste Baude de La Vieuville, seigneur de la Vieuville, Saint-Père-Marc-en-Poulet, Tréal, marquis de Châteauneuf et de la Vieuville, baron de Guémadeuc, exécuté à Rennes, le 4 mai 1794.
Il fut tué dans un combat contre les républicains, le lundi de Pâques 29 mars 1796, près du château de la Ballue, dans la forêt de Villecartier.